# Askerbanen

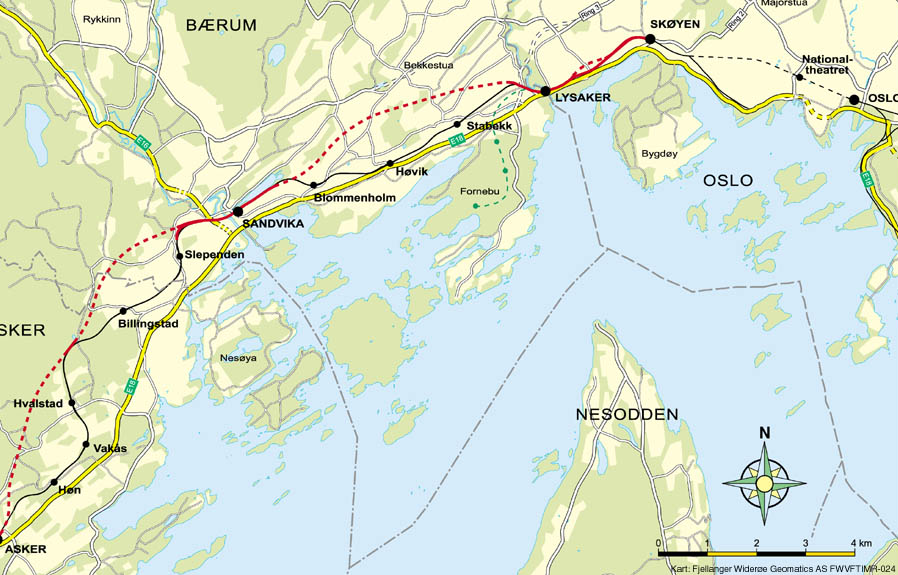
Czerwona linia Askerbanen, przerywana w tunelu. Linia czarna - Drammenbanen

Askerbanen – linia kolejowa o długości 9,5 km między Asker i Sandvika w Norwegii. Linia biegnie wzdłuż tego samego korytarza co Drammenbanen, ale ma większą przepustowość i jest szybsza. Pierwsza część została otwarta w 2005, a oddanie odcinka od Sandvika do Lysaker planowano na 2011. Rozbudowa linii do Skøyen w Oslo planowana jest po 2020. Większość linii znajduje się w tunelu i jest przystosowana do prędkości 160 km/h. Cała linia jest zelektryfikowana na AC 15 kV 16,7 Hz. Koszt pierwszego odcinka wyniósł 3,7 mld NOK, natomiast drugiego szacowano na 2,7 mld NOK.